# Xandy Negrão
Alexandre Funari Negrão, mais conhecido como Xandy Negrão (Campinas, 5 de maio de 1953 – Campinas, 24 de maio de 2023) foi um empresário e automobilista brasileiro.

## Biografia
Fundador e ex-proprietário da Medley, maior laboratório do segmento de medicamentos genéricos no Brasil, posteriormente vendida para a Sanofi.
Disputava a Itaipava GT Brasil a bordo do Ford GT número 9 ao lado de seu filho, o piloto de Stock Car Xandinho Negrão. Teve no currículo quatro vice campeonatos na Stock Car Brasil.
Negrão, teve sua morte divulgada no dia 24 de maio de 2023, aos 70 anos, após uma batalha contra um câncer segundo o perfil da Stock Car.

## Negócios
Nos últimos anos de sua vida, Negrão tocou uma das maiores fazendas de confinamento de gado do país, em Goiás, e uma fábrica de pás para energia eólica no Ceará, a Aeris Energy.